# André Lange
André Lange (* 28. Juni 1973 in Ilmenau) ist ein ehemaliger deutscher Bobsportler. Mit vier Gold- sowie einer Silbermedaille ist er der bisher erfolgreichste Bobpilot bei Olympischen Winterspielen.

## Werdegang
André Lange begann als Achtjähriger in der DDR mit dem Rennrodeln und wechselte 1993 zum Bobsport. Lange war Sportsoldat im Dienstgrad eines Hauptfeldwebels und startete für den BSR Rennsteig Oberhof. Im August 2009 wurde er zum Berufssoldaten ernannt.

### Sportliche Karriere
1998 wurde er Juniorenweltmeister im Zweier- und Viererbob, 1999 im Vierer. Bei den Olympischen Winterspielen 2002 in Salt Lake City gewann er sein erstes Gold im Viererbob. Vier Jahre später wiederholte er diesen Erfolg bei den Olympischen Spielen in Turin und gewann außerdem Gold im Zweierbob. 22 Jahre zuvor hatte Wolfgang Hoppe zuletzt Doppelgold im Bobsport bei den Olympischen Winterspielen 1984 erreicht. Lange siegte jeweils achtmal bei Welt- und Europameisterschaften.

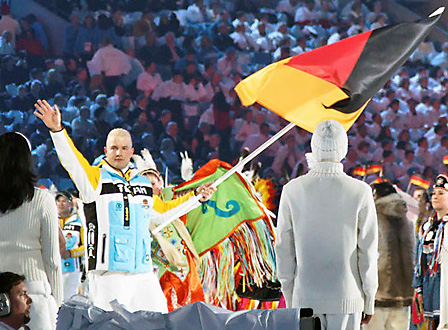
André Lange als Fahnenträger der deutschen Mannschaft bei der Eröffnungsfeier der Olympischen Winterspiele 2010 in Vancouver

Bei den Olympischen Spielen 2010 in Vancouver war Lange Fahnenträger für Deutschland. Zu seinem Team für die Saison 2009/2010 gehörten Kevin Kuske, René Hoppe, Martin Putze und Alexander Rödiger. Lange startete am 20. und 21. Februar 2010 als Pilot mit seinem Bremser Kevin Kuske im Zweierbob, wo er am 20. Februar 2010 nach dem 1. Lauf auf Rang 2 und nach dem 2. Lauf auf Rang 1 lag, den er auch in den Läufen 3 und 4 am 21. Februar 2010 verteidigte. Lange errang damit einen historischen Sieg – er ist der erste Bobfahrer, der viermal Olympiagold gewinnen konnte.
Am 26. und 27. Februar 2010 startete Lange mit Kevin Kuske, Alexander Rödiger (da René Hoppe wegen Verletzung ausfiel) und Martin Putze im Viererbob und konnte nach dem 4. Lauf knapp Silber vor Lyndon Rush erringen.
Nach den Olympischen Winterspielen 2010 beendete Lange seine Karriere als Aktiver im Bobsport. Mit seinen insgesamt vier Gold- und einer Silbermedaille wurde er der bisher erfolgreichste Bobpilot bei olympischen Winterspielen. Für seine sportlichen Leistungen erhielt er das Silberne Lorbeerblatt.
Sein Rekord von 45 Weltcup-Siegen wurde im Januar 2021 von seinem Landsmann Francesco Friedrich übertroffen.

### Leben nach dem Ende der Karriere als aktiver Leistungssportler
Nach dem Ende seiner Karriere als aktiver Bobpilot arbeitete Lange im Trainerstab des Bob- und Schlittenverbandes für Deutschland (BSD). Seine Teammitglieder wechselten zu den Piloten Maximilian Arndt und Thomas Florschütz. 2010 wurde er zum Ehrenmitglied der FIL gewählt. In der Saison 2010/2011 war Lange Experte für die ARD und analysierte die Fahrten der Bobpiloten.
Vom 1. August 2014 bis Ende 2016 war André Lange Leiter des Oberhofer Bundesleistungszentrums im Olympiastützpunkt Thüringen.
Von Anfang 2017 bis zu den Olympischen Winterspielen 2018 in Pyeongchang trainierte André Lange das Team des Gastgebers Südkorea. Während der Spiele arbeitete er als Bobexperte für Rechteinhaber Eurosport. Von 2018 bis 2022 war Lange Piloten-Trainer des chinesischen Bobteams in Vorbereitung der Olympischen Winterspiele 2022 in Peking.
Bei den Kommunalwahlen in Thüringen im Mai 2024 kandidierte er mit Unterstützung von CDU, FDP und Freien Wählern als parteiloser Bewerber für das Amt des Landrats im Ilm-Kreis. Er erreichte Platz 3 nach der Amtsinhaberin Petra Enders (parteilos) und einem AfD-Kandidaten.
Seit 2012 ist André Lange mit der Hochspringerin Ariane Friedrich liiert. 2014 kam ein gemeinsames Kind zur Welt. Die Familie lebt in Kirchheim.

## Erfolge
- Olympische Winterspiele: 4 × Gold, 1 × Silber
2002 – 1 × Gold (Vierer)
2006 – 2 × Gold (Zweier, Vierer)
2010 – 1 × Gold (Zweier)
2010 – 1 × Silber (Vierer)
- Weltmeisterschaft: 8 × Gold, 4 × Silber, 2 × Bronze
2000 – 1 × Silber (Zweier)
2000 – 1 × Gold (Vierer)
2001 – 1 × Silber (Vierer)
2003 – 2 × Gold (Zweier, Vierer)
2004 – 1 × Gold (Vierer)
2004 – 1 × Bronze (Zweier)
2005 – 1 × Silber (Zweier)
2005 – 1 × Gold (Vierer)
2007 – 1 × Gold (Zweier)
2007 – 1 × Bronze (Vierer)
2008 – 2 × Gold (Zweier, Vierer)
2009 – 1 × Silber (Vierer)
- Weltcup-Gesamtwertung: 4 × Erster im Viererbob, 1 × Erster im Zweierbob
2001 – 1 × Erster (Vierer)
2003 – 1 × Erster (Vierer)
2004 – 1 × Erster (Vierer)
2008 – 2 × Erster (Zweier, Vierer)
- Europameisterschaft: 8 × Gold, 7 × Silber, 4 × Bronze
2000 – 1 × Gold (Zweier)
2001 – 1 × Bronze (Vierer)
2002 – 1 × Gold (Vierer)
2002 – 1 × Silber (Zweier)
2003 – 1 × Silber (Vierer)
2003 – 1 × Silber (Zweier)
2004 – 1 × Bronze (Zweier)
2004 – 1 × Gold (Vierer)
2005 – 1 × Gold (Zweier)
2005 – 1 × Silber (Vierer)
2006 – 1 × Silber (Vierer)
2006 – 1 × Gold (Zweier)
2007 – 1 × Bronze (Zweier)
2007 – 1 × Gold (Vierer)
2008 – 1 × Silber (Zweier)
2008 – 1 × Bronze (Vierer)
2009 – 1 × Gold (Zweier)
2010 – 1 × Silber (Zweier)
2010 – 1 × Gold (Vierer)

### Weltcupsiege
| Nr. | Datum         | Ort               | Bahn                                              |
| --- | ------------- | ----------------- | ------------------------------------------------- |
| 1.  | 15. Jan. 2000 | Cortina d’Ampezzo | Pista olimpica Eugenio Monti                      |
| 2.  | 7. Dez. 2002  | Innsbruck-Igls    | Olympia Eiskanal Igls                             |
| 3.  | 7. Feb. 2003  | Calgary           | Bob- und Rennschlittenbahn im Canada Olympic Park |
| 4.  | 20. Dez. 2003 | Altenberg         | Rennschlitten- und Bobbahn Altenberg              |
| 5.  | 14. Feb. 2004 | Innsbruck-Igls    | Olympia Eiskanal Igls                             |
| 6.  | 27. Nov. 2004 | Winterberg        | Bobbahn Winterberg                                |
| 7.  | 11. Nov. 2005 | Calgary           | Bob- und Rennschlittenbahn im Canada Olympic Park |
| 8.  | 19. Nov. 2005 | Lake Placid       | Olympia-Bobbahn Mount Van Hoevenberg              |
| 9.  | 20. Jan. 2006 | St. Moritz        | Olympia Bob Run St. Moritz–Celerina               |
| 10. | 1. Dez. 2006  | Calgary           | Bob- und Rennschlittenbahn im Canada Olympic Park |
| 11. | 7. Dez. 2006  | Park City         | Utah Olympic Park Track                           |
| 12. | 16. Dez. 2006 | Lake Placid       | Olympia-Bobbahn Mount Van Hoevenberg              |
| 13. | 7. Feb. 2007  | Winterberg        | Bobbahn Winterberg                                |
| 14. | 23. Feb. 2007 | Königssee         | Kombinierte Kunsteisbahn am Königssee             |
| 15. | 30. Nov. 2007 | Calgary           | Bob- und Rennschlittenbahn im Canada Olympic Park |
| 16. | 26. Jan. 2008 | St. Moritz        | Olympia Bob Run St. Moritz–Celerina               |
| 17. | 6. Dez. 2008  | Altenberg         | Rennschlitten- und Bobbahn Altenberg              |
| 18. | 19. Dez. 2009 | Altenberg         | Rennschlitten- und Bobbahn Altenberg              |
| 19. | 16. Jan. 2010 | St. Moritz        | Olympia Bob Run St. Moritz–Celerina               |

| Nr. | Datum         | Ort               | Bahn                                              |
| --- | ------------- | ----------------- | ------------------------------------------------- |
| 1.  | 14. Nov. 1998 | Cortina d’Ampezzo | Pista olimpica Eugenio Monti                      |
| 2.  | 17. Dez. 2000 | Cortina d’Ampezzo | Pista olimpica Eugenio Monti                      |
| 3.  | 18. Feb. 2001 | Calgary           | Bob- und Rennschlittenbahn im Canada Olympic Park |
| 4.  | 25. Jan. 2001 | Park City         | Utah Olympic Park Track                           |
| 5.  | 17. Nov. 2001 | Lake Placid       | Olympia-Bobbahn Mount Van Hoevenberg              |
| 6.  | 8. Dez. 2001  | Innsbruck-Igls    | Olympia Eiskanal Igls                             |
| 7.  | 26. Jan. 2002 | Cortina d’Ampezzo | Pista olimpica Eugenio Monti                      |
| 8.  | 1. Dez. 2002  | Altenberg         | Rennschlitten- und Bobbahn Altenberg              |
| 9.  | 8. Dez. 2002  | Innsbruck-Igls    | Olympia Eiskanal Igls                             |
| 10. | 8. Feb. 2003  | Calgary           | Bob- und Rennschlittenbahn im Canada Olympic Park |
| 11. | 22. Nov. 2003 | Calgary           | Bob- und Rennschlittenbahn im Canada Olympic Park |
| 12. | 30. Nov. 2003 | Lake Placid       | Olympia-Bobbahn Mount Van Hoevenberg              |
| 13. | 21. Dez. 2003 | Altenberg         | Rennschlitten- und Bobbahn Altenberg              |
| 14. | 25. Jan. 2004 | St. Moritz        | Olympia Bob Run St. Moritz–Celerina               |
| 15. | 30. Jan. 2004 | Cortina d’Ampezzo | Pista olimpica Eugenio Monti                      |
| 16. | 14. Feb. 2004 | Innsbruck-Igls    | Olympia Eiskanal Igls                             |
| 17. | 12. Nov. 2005 | Calgary           | Bob- und Rennschlittenbahn im Canada Olympic Park |
| 18. | 2. Dez. 2006  | Calgary           | Bob- und Rennschlittenbahn im Canada Olympic Park |
| 19. | 3. Feb. 2008  | Königssee         | Kunsteisbahn Königssee                            |
| 20. | 10. Feb. 2008 | Winterberg        | Bobbahn Winterberg                                |
| 21. | 30. Nov. 2008 | Winterberg        | Bobbahn Winterberg                                |
| 22. | 20. Dez. 2009 | Altenberg         | Rennschlitten- und Bobbahn Altenberg              |
| 23. | 10. Jan. 2010 | Königssee         | Kunsteisbahn Königssee                            |
| 24. | 17. Jan. 2010 | St. Moritz        | Olympia Bob Run St. Moritz–Celerina               |
| 25. | 24. Jan. 2010 | Innsbruck-Igls    | Olympia Eiskanal Igls                             |